# Струга-Банська
Струга-Банська (хорв. Struga Banska) — населений пункт у Хорватії, в Сисацько-Мославинській жупанії у складі громади Двор.

## Населення
Населення за даними перепису 2011 року становило 115 осіб.
Динаміка чисельності населення поселення:

## Клімат
Середня річна температура становить 10,94 °C, середня максимальна – 25,63 °C, а середня мінімальна – -6,29 °C. Середня річна кількість опадів – 1041 мм.
| Клімат поселення                              | Клімат поселення | Клімат поселення | Клімат поселення | Клімат поселення | Клімат поселення | Клімат поселення | Клімат поселення | Клімат поселення | Клімат поселення | Клімат поселення | Клімат поселення | Клімат поселення | Клімат поселення |
| Показник                                      | Січ.             | Лют.             | Бер.             | Квіт.            | Трав.            | Черв.            | Лип.             | Серп.            | Вер.             | Жовт.            | Лист.            | Груд.            |                  |
| Середній максимум, °C                         | 6,99             | 9,17             | 13,68            | 17,88            | 22,42            | 25,63            | 25,09            | 24,44            | 20,84            | 15,72            | 10,07            | 5,65             |                  |
| Середня температура, °C                       | 0,35             | 2,52             | 7,04             | 11,23            | 15,78            | 19,00            | 20,68            | 20,04            | 16,42            | 11,31            | 5,65             | 1,25             |                  |
| Середній мінімум, °C                          | −6,29            | −4,12            | 0,39             | 4,59             | 9,13             | 12,35            | 16,28            | 15,63            | 12,02            | 6,89             | 1,24             | −3,15            |                  |
| Норма опадів, мм                              | 67               | 65               | 73               | 88               | 90               | 96               | 90               | 89               | 93               | 99               | 107              | 84               |                  |
| Середньомісячна швидкість вітру, м/с          | 1.48             | 1.66             | 2.03             | 2.00             | 1.81             | 1.66             | 1.60             | 1.50             | 1.44             | 1.51             | 1.53             | 1.56             |                  |
| Середньомісячна сонячна радіація, кДж/м²·день | 4314             | 7159             | 10913            | 15372            | 19543            | 21720            | 23007            | 20009            | 14786            | 9115             | 4830             | 3579             |                  |
| --------------------------------------------- | ---------------- | ---------------- | ---------------- | ---------------- | ---------------- | ---------------- | ---------------- | ---------------- | ---------------- | ---------------- | ---------------- | ---------------- | ---------------- |
| Джерело:                                      |                  |                  |                  |                  |                  |                  |                  |                  |                  |                  |                  |                  |                  |